# Cherríe Moraga
Cherríe Moraga, née le 25 septembre 1952 dans le comté de Los Angeles, est une féministe chicana américaine, poétesse et dramaturge.

## Biographie
Cherríe Moraga grandit à San Gabriel, en Californie. Sa mère américaine d'origine mexicaine travaille dans les champs de coton. Son père est un homme blanc.
Elle publie ses premiers poèmes d'amours lesbiens[Quoi ?] dans les années 1970. Elle décide alors d'écrire en tant que lesbienne et chicana. 
Cherríe Moraga obtient un Bachelor en 1974 à l'Immaculate Heart College et une maîtrise en études féministes de l'État de San Francisco en 1980. Elle s'installe quelque temps à New York, puis elle revient en Californie.  
En 1981, elle publie avec Gloria Anzaldúa une anthologie de textes de femmes de couleurs : This Bridge Called My Back: Writings by Radical Women of Color.
En 1983, Barbara Smith, Audre Lorde et Cherríe Moraga fondent la première maison d'éditions dédié à l'écriture de femmes de couleur aux États-Unis : Kitchen Table, Women of Color Press. Kitchen Table publie la deuxième édition de This Bridge Called My Back. En 1986, le livre remporte le prix du livre américain de la Fondation Columbus. En collaboration avec Ana Castillo et Norma Alarcon, Cherríe Moraga adapte cette anthologie pour la version espagnole :  Esta puente, mi espalda: Voces de mujeres tercermundistas en los Estados UnidosEsta puente.
La même année, dans Loving in the War Years, Cherríe Moraga explore la question des identités multiples : chicana, lesbienne et féministe. 
De 1994 à 2002, Cherríe Moraga publie des pièces de théâtre. Elle donne des cours d'arts dramatiques et d'écriture dans diverses universités des États-Unis. Elle est en résidence comme dramaturge pendant six ans au Brava Theatre de San Francisco.
En 2009, Cherríe Moraga publie l’essai intitulé Still Loving in (Still) War Years: Garder Queer Queer. Elle critique l’intégration de la politique des personnes LGBT à travers le mariage homosexuel. Elle parle également des personnes transgenres dans les communautés queer et critique l'inclusion croissante des questions transgenres dans les politiques LGBT. Dans cet essai, Cherríe Moraga déplore ce qu'elle considère comme la perte de la culture butch et lesbienne. Cet essai provoque de vives réactions au sein de la communauté transgenre.
En 2019, Cherríe Moraga retrace le parcours et la vie de sa mère sans Native Country of the Heart .

## Publications
- Loving in the War Years: Lo que nunca pasó por sus labios (1983). Boston: South End Press.  (ISBN 0-89608-195-8).
- Cuentos: Stories By Latinas (co-editor, 1983). New York: Kitchen Table: Women of Color Press.  (ISBN 0-913175-01-3).
- This Bridge Called My Back: Writings by Radical Women of Color (1986, co-editor)
  - Esta puente, mi espalda: Voces de mujeres tercermundistas en los Estados Unidos (co-editor, 1988). San Francisco: ism press.  (ISBN 978-0-910383-19-6).
- The Last Generation: Prose and Poetry (1993). Boston: South End Press.  (ISBN 0-89608-467-1)
- Heroes and Saints and Other Plays (1994). Albuquerque: West End Press.  (ISBN 0-931122-74-0).
- Waiting in the Wings: Portrait of a Queer Motherhood (1997) Ithaca: Firebrand Books.  (ISBN 1-56341-093-1).
- A Xicana Codex of Changing Consciousness: Writings, 2000-2010 (2011)
- Native Country of the Heart: A Memoir (2019). New York: Farrar, Straus, and Girox.  (ISBN 9780374219666).